# Remy Bonjasky
Remy Bonjasky (ur. 10 stycznia 1976 w Paramaribo) – holenderski kickbokser i zawodnik muay thai, trzykrotny mistrz K-1 World GP.

## Dzieciństwo
Remy Bonjasky urodził się w 1976 roku w Paramaribo – stolicy byłej holenderskiej kolonii Surinamu. Jego słowiańsko brzmiące nazwisko jest w rzeczywistości zniekształceniem surinamskich słów bonyo na skin, co w wolnym tłumaczeniu znaczy "człowiek o wielkich kościach". W 1981 roku, mając 5 lat, wyjechał wraz z matką i rodzeństwem do Holandii, gdzie pracował jego ojciec.

## Kariera sportowa
W Holandii rozpoczął sportową karierę, grając w juniorskich drużynach piłkarskich. W wieku 16 lat podczas jednego z meczów złamał nogę. Po długotrwałej rehabilitacji nie powrócił do dawnej formy i sprawności, co sprawiło, że zrezygnował z uprawiania piłki nożnej.

### Kick-boxing / muay thai
W wieku 18 lat zapisał się do słynnego klubu Mejiro Gym w Amsterdamie, rozpoczynając treningi kick-boxingu i boksu tajskiego. Szybko odkryto w nim duży talent. Już po 6 miesiącach stoczył swoją pierwszą zawodową walkę, pokonując Valentijna Overeema (późniejszego zawodnika MMA i brata Alistaira). Kolejne wygrane walki i turnieje sprawiły, że Bonjasky został dostrzeżony przez K-1 – najbardziej prestiżową organizację kick-boxingu na świecie.

### K-1
Na ringu K-1 World GP zadebiutował w 2001 roku, ale prawdziwa eksplozja jego talentu nastąpiła dopiero dwa lata później, gdy zwyciężył w turnieju K-1 World GP w Las Vegas. Tryumf ten dał mu przepustkę do walki eliminacyjnej o jedno z 8 miejsc w Finale World GP w Tokio. Zmierzył się w niej z faworyzowanym Bobem Sappem. Walka zakończyła się skandalem po tym, jak znany z brudnego stylu walki Sapp uderzył leżącego na deskach Holendra. Faul ten spowodował dyskwalifikację Amerykanina oraz awans Bonjasky’ego do finałów. W ćwierćfinale i półfinale Bonjasky wyeliminował odpowiednio Petera Grahama i Cyrila Abidi, obu nokautując już w pierwszych rundach. W finale spotkał się z faworytem gospodarzy, Musashim. Holender, dominując nad Japończykiem niemal w każdym elemencie walki, sięgnął po zwycięstwo przez jednogłośną decyzję sędziów. Tym samym stał się trzecim z kolei mistrzem K-1 WGP z Holandii (po Peterze Aertsie i Ernesto Hooscie).
Równie udany dla Bonjasky’ego był rok 2004, gdy zdominował on rywalizację w World GP, wygrywając siedem z ośmiu swoich walk (jedyna porażka z kończącym karierę Francisco Filho). W Finale K-1 WGP broniący tytułu Holender pokonał Ernesto Hoosta oraz eks-boksera Francois Bothę i o tytuł zmierzył się – w powtórce finału sprzed roku – z Musashim. Walka ta przeszła do historii K-1 jako najdłuższy (trzy regulaminowe rundy + dwie dogrywkowe), a zarazem najbardziej kontrowersyjny finał cyklu World GP. Już w pierwszej rundzie Holender posłał na deski Japończyka, a w dwóch kolejnych kontrolował przebieg walki, co zdaniem wielu obserwatorów i komentatorów wystarczało w zupełności do wyłonienia zwycięzcy. Jednak dwóch z trzech  sędziów (wszyscy Japończycy) orzekło remis. Zgodnie z regulaminem została zarządzona dodatkowa runda. Bonjasky jeszcze bardziej zaznaczył w niej swoją przewagę, wypunktowując Musashiego, jednak ci sami dwaj sędziowie ponownie przyznali remis. Druga dodatkowa runda przyniosła w końcu rozstrzygnięcie – Bonjasky obronił tytuł jednogłośną decyzją. Wydarzenia te sprowadziły na K-1 falę krytyki i zarzuty nieobiektywności sędziów oraz sprowokowały w mediach dyskusję nad faworyzowaniem przez K-1 japońskich zawodników. Sam Bonjasky i jego trener dyplomatycznie stwierdzili, że sędziowanie było "dziwne". Producent K-1 Sadaharu Tanikawa obiecał, że zbada sprawę.
Zwycięska passa Bonjasky’ego w finałach K-1 skończyła się w 2005 roku, gdy w półfinale World GP został znokautowany ciosami kolanami w korpus przez późniejszego mistrza, Semmy’ego Schilta.
W 2006 roku Bonjasky walczył na gali K-1 World GP w Amsterdamie przeciwko Francuzowi Jérôme Le Bannerowi. Walka ta dostarczyła krytykom poziomu i niezależności sędziowania w K-1 kolejnego argumentu. Sędziowie punktowi przyznali bowiem zwycięstwo Holendrowi, choć to Le Banner był lepszym zawodnikiem. Francuz złożył oficjalny protest, grożąc zerwaniem kontraktu i opuszczeniem K-1. W odpowiedzi władze organizacji zwołały komitet sędziowski, który ostatecznie przyznał rację Le Bannerowi, bezprecedensowo korygując punktację i zmieniając wynik walki.
Finał K-1 World Grand Prix 2006 był nieudany dla Bonjasky’ego. Choć wygrał on swój ćwierćfinałowy pojedynek ze Stefanem Leko, musiał się wycofać z turnieju. Podczas walki Niemiec dwukrotnie silnie kopnął go w krocze, co spowodowało przerwanie meczu i zarządzenie 15 minutowej pozaregulaminowej przerwy. Pomimo iż Bonjasky wciąż uskarżał się na silny ból, walkę dokończono i ostatecznie ogłoszono go zwycięzcą. Uraz był jednak na tyle bolesny, że Holender nie przystąpił do półfinału. Bonjasky zrewanżował się Leko rok później na gali eliminacyjnej Final 16 w Seulu, nokautując go w pierwszej rundzie "latającym kolanem". Następnie w ćwierćfinale Finału World GP 2007 pokonał Marokańczyka Badra Hari, ale później w półfinale uległ weteranowi K-1, Peterowi Aertsowi.

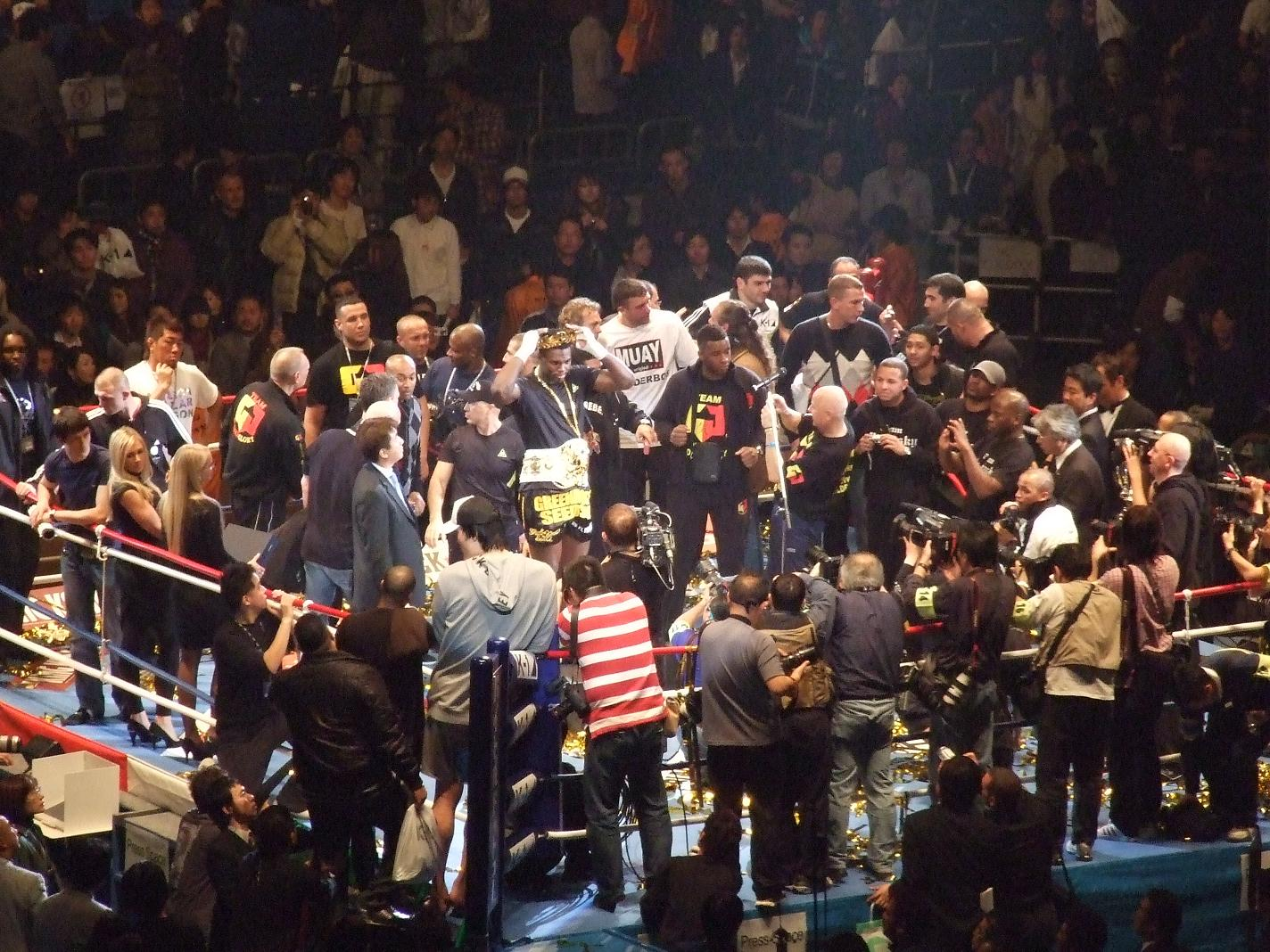
Finał K-1 WGP 2008: Remy Bonjasky odbiera mistrzowski pas

W 2008 roku Bonjasky awansował do Finału World GP, pokonując w Seulu przez decyzję większości Pawła Słowińskiego. W ćwierćfinale wygrał przez techniczny nokaut z Le Bannerem, a w półfinale znokautował "latającym kopnięciem" w żebra Gökhana Saki. W finałowej walce zmierzył się z Badrem Hari. Bonjasky zdołał zaliczyć w pierwszej rundzie nokdaun po lewym sierpowym w szczękę Marokańczyka. Hari rzucił się do odrabiania strat w drugiej rundzie, ale w jej trakcie sfaulował leżącego Holendra, uderzając go i kopiąc w głowę. Bonjasky otrzymał regulaminowe 5 minut na regenerację, ale po ich upływie oświadczył, że nie jest w stanie kontynuować walki. Pojedynek skończył się dyskwalifikacją Hariego i przyznaniem mistrzowskiego pasa Bonjasky’emu.
W następnym roku stracił mistrzostwo, przegrywając, podobnie jak w 2005 roku, w półfinale Finału World GP 2009 z Semmym Schiltem. Mimo że udało mu się w pierwszych sekundach walki posłać rywala na deski lewym sierpowym, wkrótce potem sam dwukrotnie zanotował nokdaun, przegrywając zgodnie z regulaminem przez automatyczny nokaut.

### Problemy zdrowotne
Bonjasky cierpi na rozszczepienie siatkówki prawego oka. Pierwszą operację przeszedł w 2001 roku, a kolejne w 2003 i 2008. Na początku 2010 roku po jednym ze sparingów kontuzja odnowiła się. W sierpniu zawodnik przeszedł czwartą operację. Spowodowało to zawieszenie przez niego kariery i nieobecność na ringu w całym sezonie 2010.

## Styl walki
Remy Bonjasky uznawany jest za jednego z najbardziej widowiskowo walczących zawodników, a zarazem za posiadacza najlepszych umiejętności defensywnych w K-1. Jego największymi atutami są: szczelna garda, walka w klinczu, ciosy kolanami oraz wysokie kopnięcia. Popisowymi technikami Bonjasky’ego są kopnięcie kolanem z wyskoku, czyli tzw. latające kolano (ang. flying knee) oraz kopnięcie okrężne z wyskoku, czyli tzw. latające kopnięcie (ang. flying kick), którymi znokautował m.in. Cyrila Abidi (2003), Vernona White’a (2003), Gary’ego Goodridge'a (2006), Stefana Leko (2007), Melvina Manhoefa (2008), czy Gökhana Saki (2008).

## Tytuły
- 2008: Mistrzostwo K-1 World GP w Jokohamie
- 2004: Mistrzostwo K-1 World GP w Tokio
- 2003: Mistrzostwo K-1 World GP w Tokio
- 2003: K-1 World GP w Las Vegas
- Mistrzostwo Świata WPKA w wadze superciężkiej
- Mistrzostwo Europy IPMTF